# Introit
Introit neboli vstupní zpěv je jednou z antifon užívaných při bohoslužbách. Chrámový sbor nebo přímo věřící jím doprovázejí příchod přisluhujících (kněze či pastora a jejich asistentů) na místo, odkud budou tyto osoby vést průběh bohoslužeb (při katolických bohoslužbách je takovým místem oltář). Smyslem introitu je účelné využití času, v němž se přisluhující přesunují a připravují před započetím vlastních obřadů. Text zpěvu má duchovně připravit věřící na danou bohoslužbu.

## Struktura introitu užívaného katolickou církví
Jelikož se texty katolických mší mění v závislosti na příslušném liturgickém dnu, mění se i text introitu tak, aby svým obsahem odpovídal významu daného dne. Například pro slavnost sv. Cyrila a Metoděje byl text introitu před liturgickou reformou provedenou na Druhém vatikánském koncilu takovýto:
Sacerdótes Tui Dómine, índuant justítiam, et sancti tui exsúltent: propter David servum Tuum, non avértas fáciem Christi Tui. - Memento Dómine David et omnis mansuetúdinis ejus. - Gloria Patri et Filio et Spiritui Sancto, sicut erat in principio, et nunc, et semper, et in saecula saeculorum. Amen. - Sacerdótes Tui Dómine, índuant justítiam, et sancti tui exsúltent: propter David servum Tuum, non avértas fáciem Christi Tui.
neboli česky:
Tvoji kněží, Hospodine, ať se oblečou v spravedlnost, a svatí Tvoji ať plesají pro Davida, Tvého služebníka, neodvracuj tvář od Svého pomazaného. - Pamatuj, Hospodine, na Davida, na jeho mírnost všelikou. - Sláva Otci i Synu i Duchu svatému, jako byla na počátku, i nyní, i vždycky, a na věky věků. Amen. - Tvoji kněží, Hospodine, ať se oblečou v spravedlnost, a svatí Tvoji ať plesají pro Davida, Tvého služebníka, neodvracuj tvář od Tvého pomazaného.

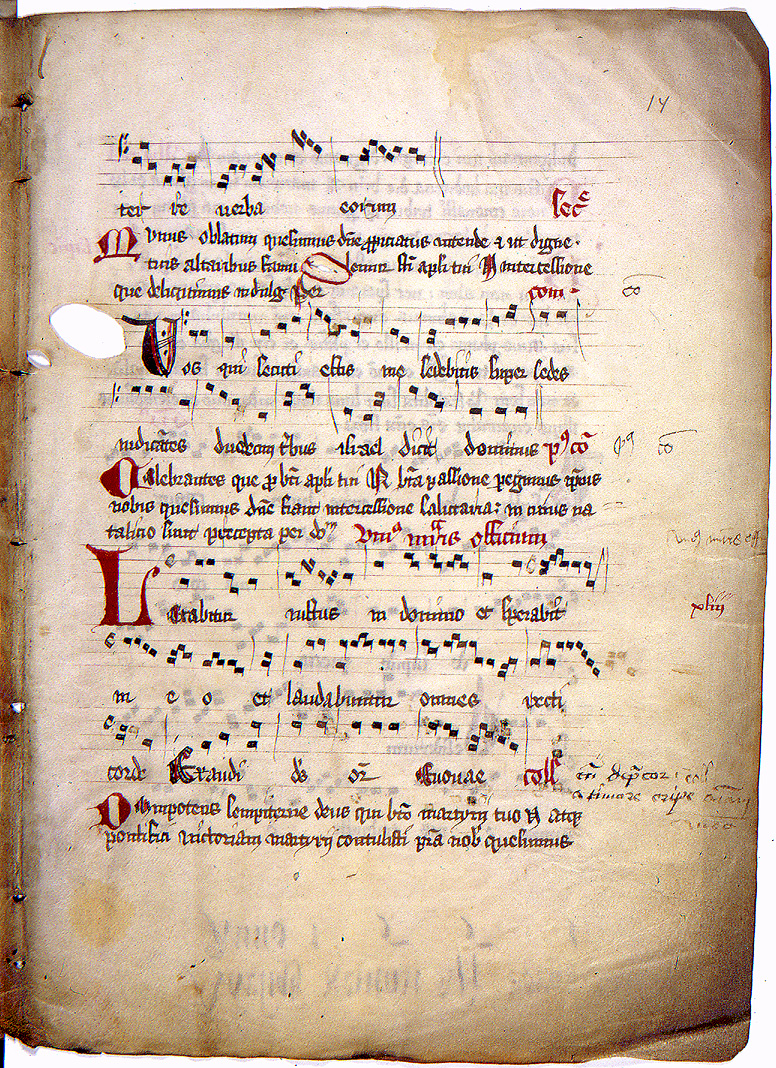
ukázka introitu

Úzká souvislost introitu s tématem mešních čtení platí však bezvýhradně pouze u svátků či slavností, u běžných dnů jen v době adventní, vánoční, postní či velikonoční. Pro běžné dny mimo tyto doby, tedy v době liturgického mezidobí, jsou texty introitů tvořeny v zásadě nejvýznamnějšími úryvky ze žalmů bez toho, že by se přímo vztahovaly k dalším mešním čtením, které se navíc střídají v cyklech, na rozdíl od introitů, které zůstávají pro daný liturgický den stejné v každém roce. Introity nedělí v liturgickém mezidobí se navíc používají i pro všední dny následujícího týdne, kdy se rovněž čtou mešní texty s odlišným tématem než o příslušné neděli. Introit zde proto tvoří pouze jakýsi žalmový zpěv a neslouží primárně jako tematický úvod do mše.
Z výše uvedeného příkladu je zřejmá i struktura introitu, jak jej katolická církev používala až do Druhého vatikánského koncilu - měl 2 části, z nichž první se opakovala na závěr po formuli Gloria Patri… neboli Sláva Otci…. Introit byl tak dlouhý proto, že jej sbor zpíval latinsky v průběhu modliteb před stupni oltářními, jež odpovídají dnešnímu úkonu kajícnosti. Jelikož ten se nyní provádí až po začátku vlastní mše, mohlo dojít ke zkrácení introitu, který v současnosti nemá 2 části ani formuli Sláva Otci…, nýbrž je tvořen jedinou větou, která se navíc neopakuje. Shoduje se tak s ostatními antifonami v současnosti používanými při katolické mši - antifonou (alelujovým veršem) před evangeliem a antifonou k přijímání.

## Používání introitu v českém prostředí
V českých zemích v posledních staletích zcela převládla tzv. německá zpívaná mše, při níž nejsou texty antifon zpívány latinsky chrámovým sborem, nýbrž všichni věřící zpívají příslušnou sloku mešní písně ze zpěvníku. Tato praxe, zavedená původně z důvodu nesrozumitelnosti latiny pro běžné věřící, přetrvává i po zavedení národních jazyků do liturgie po Druhém vatikánském koncilu. Příslušný text introitu se tedy většinou nezpíval a nezpívá, a to ani latinsky, ani česky, a je nahrazován zpěvem 1. sloky mešní písně nazvané Vstupní zpěv, případně úvodních slok jiné vhodné písně schválené pro tyto účely biskupskou konferencí. Na slavnost sv. Cyrila a Metoděje se zpívá místo introitu tato sloka písně:
Ejhle, oltář Hospodinův září

přejasná nám oběť nastává

kterou po tisíc let s jasnou tváří

otčina den ze dne konává.

Za příkladem dávným se to děje

svatých Cyrila a Metoděje

kteří rozkaz Kristův plnili

paměť smrti jeho slavili.
Pouze když se z nějakého důvodu nezpívá žádná píseň, přečte se text příslušného introitu. Před Druhým vatikánským koncilem četl kněz introit vždy, podle tehdy platné zásady, že kněz musí přečíst celý text mše. Tato zásada pro současnou katolickou mši neplatí.

## Vedlejší význam introitu
Jelikož byl introit první částí předkoncilní mše, která se měnila, používalo se prvních slov introitu k označení příslušné mše a jejímu odlišení od jiných mší. Tak například mše užívané ve všední dny doby adventní se běžně nazývaly Roráty podle jejich introitu Rorate, coeli, desuper… neboli Rosu dejte, nebesa, shůry…, velmi často užívané je i označení 3. neděle adventní a 4. neděle postní, neboli tzv. radostných nedělí, jako neděle Gaudete, respektive Laetare. Z dalších známých možno uvést například neděli Judica neboli smrtnou - dnešní 5. neděli postní, dále neděli Zmrtvýchvstání Páně označenou Resurréxit, následující neděli Quasi modo či neděli Seslání Ducha svatého nazývanou Spiritus Domini. Nejznámější je ovšem zřejmě mše Rekviem neboli zádušní mše.
Označování mší pomocí introitu se dnes už příliš nepoužívá, a to z důvodu převážného odstranění latiny z liturgie a také z důvodu používání jednoho introitu pro více mší (mešní čtení pro každou neděli v roce se mění v 3letých cyklech, na rozdíl od introitu, který tak ztrácí schopnost vyjadřovat téma mše - viz výše.) Někde došlo i k takovým liturgickým změnám, že v jejich důsledku nelze označit současné mše dřívějšími názvy vůbec. Například výše uvedené Roráty se stále běžně používají jako název mší v adventě, ovšem ty mají dnes zcela jiné introity a označení Roráty se ve skutečnosti vztahuje jen na jeden adventní chorál.
Texty introitu byly, podobně jako texty dalších částí mše, hojně zhudebňovány významnými skladateli. Jedná se pochopitelně o introity v jejich starší podobě před reformou provedenou na Druhém vatikánském koncilu.
Mimo katolické prostředí je introit užíván především v protestantských církvích, kde je zpíván sborem věřících jako zahájení bohoslužby.